# Saint-Médard-de-Mussidan
Saint-Médard-de-Mussidan is een gemeente in het Franse departement Dordogne (regio Nouvelle-Aquitaine) en telt 1512 inwoners (1999). De plaats maakt deel uit van het arrondissement Périgueux.

## Geografie
De oppervlakte van Saint-Médard-de-Mussidan bedraagt 24,6 km², de bevolkingsdichtheid is 61,5 inwoners per km².
De onderstaande kaart toont de ligging van Saint-Médard-de-Mussidan met de belangrijkste infrastructuur en aangrenzende gemeenten.

## Demografie
Onderstaande figuur toont het verloop van het inwonertal (bron: INSEE-tellingen).